# Ärg

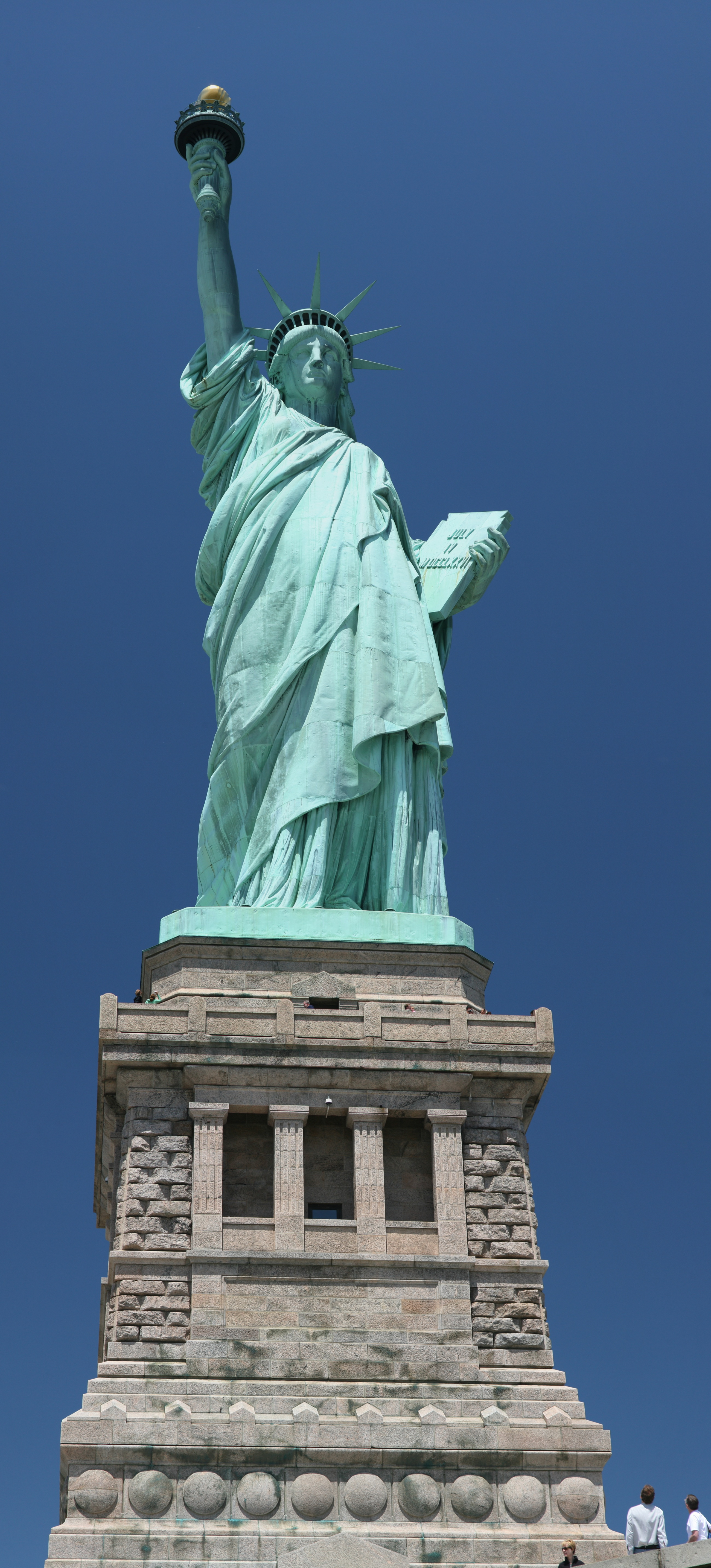
Frihetsgudinnan får sin gröna patina av ärg.

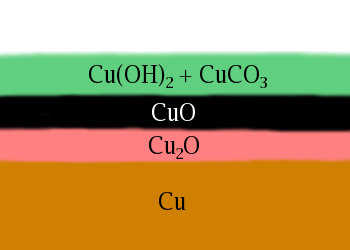
De olika lagren av röd och svart kopparoxid samt överst det gröna lagret av kopparkarbonat och kopparhydroxid.

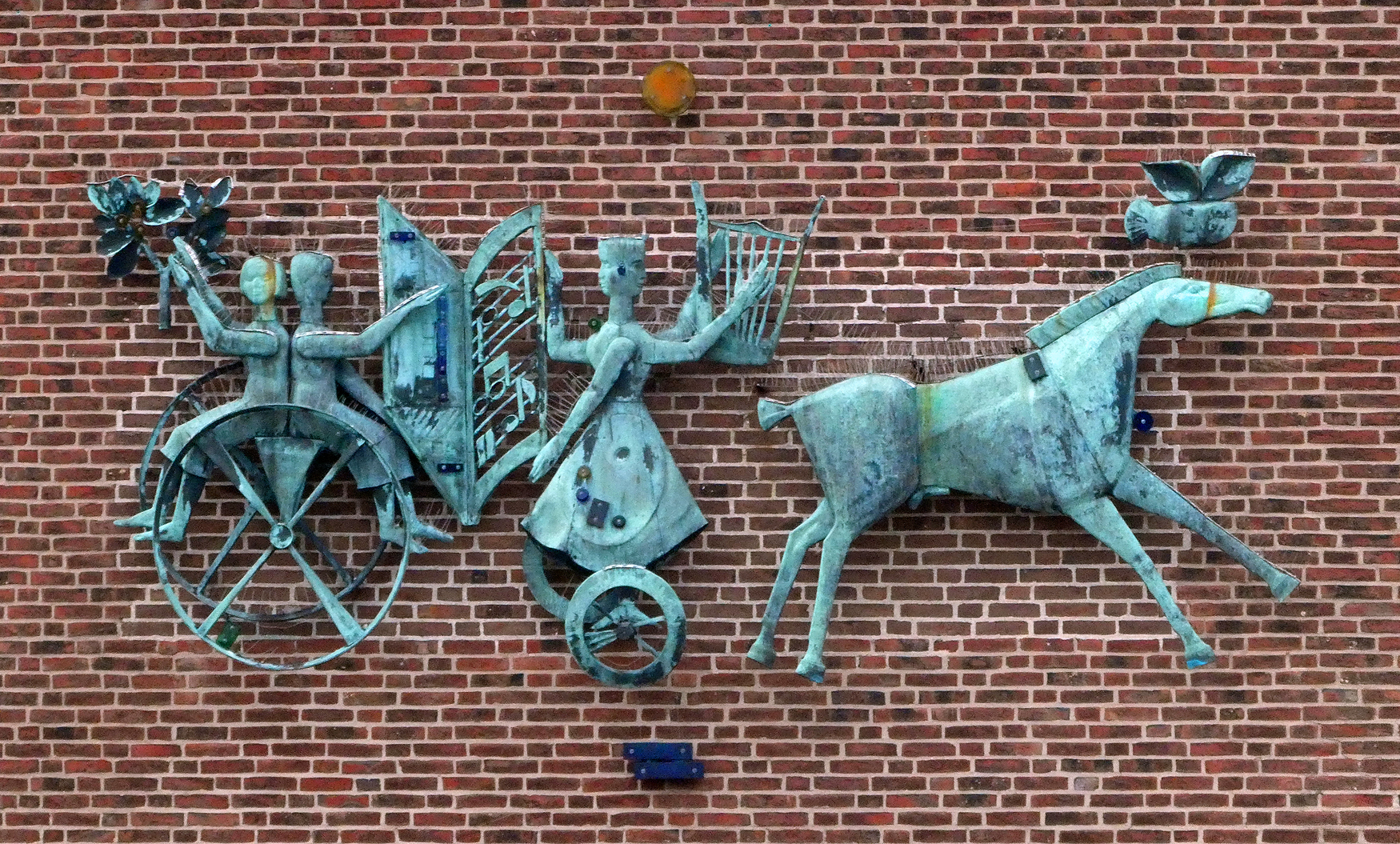
Ett offentligt konstverk från 1960, har med tiden fått den för ärgad brons så karakteristiska gröna färgen.

Ärg är en grön eller blågrön missfärgning som drabbar föremål av koppar eller kopparlegeringar som till exempel mässing eller brons. Missfärgningen orsakas av att föremålet har angripits kemiskt av olika ämnen i sin omgivning, oftast luft och vatten (naturlig ärg) eller av olika syror eller oxidationsmedel (konstgjord ärg).
Den gröna patinan anses ofta vara estetiskt tilltalande, men eftersom det tar minst 50 år innan ett heltäckande lager naturlig ärg har bildats så ärgas ibland föremål (oftast konstföremål) på konstgjord väg redan vid tillverkningen.

## Struktur
Ett heltäckande lager naturlig ärg på en kopparyta är uppbyggt av tre lager med olika kemisk sammansättning. Underst, närmast metallen, finns ett lager av röd kopparoxid (Cu2O). Ovanpå den, ett lager svart kopparoxid (CuO). Ytterst finns det synliga, gröna lagret som består av en 1:1-blandning av kopparkarbonat och kopparhydroxid. Det kan också innehålla mindre mängder av andra kopparsalter som till exempel kopparklorid (i närheten av saltvatten), kopparsulfat (om ytan har utsatts för surt regn) eller kopparnitrat (om ytan har utsatts för fågelspillning).

## Framställning

### Naturlig ärg
Naturlig ärg bildas av att metallen angrips av syre, koldioxid och vattenånga i luften. Föremål som utsätts för väder och vind (till exempel bronsstatyer och koppartak) ärgar fortare än föremål som förvaras inomhus. Föremål som är begravda i marken ärgas också, men strukturen på den ärgen kan skilja sig markant mot den ovan beskrivna som bildas i luft. Föremål som legat i havsvatten en längre tid har ärg som består av mestadels kopparklorid.

### Konstgjord ärg
Koppar som angrips av olika syror bildar olika kopparsalter som oftast är gröna eller blå. Det vanligaste är att använda ättiksyra vilket ger kopparacetat som har en behaglig, mörk blågrön färg. Till skillnad från naturlig ärg så är dock kopparacetat vattenlösligt. Svavelsyra och salpetersyra ger kopparsulfat och kopparnitrat som båda är klarblå.

## Galleri

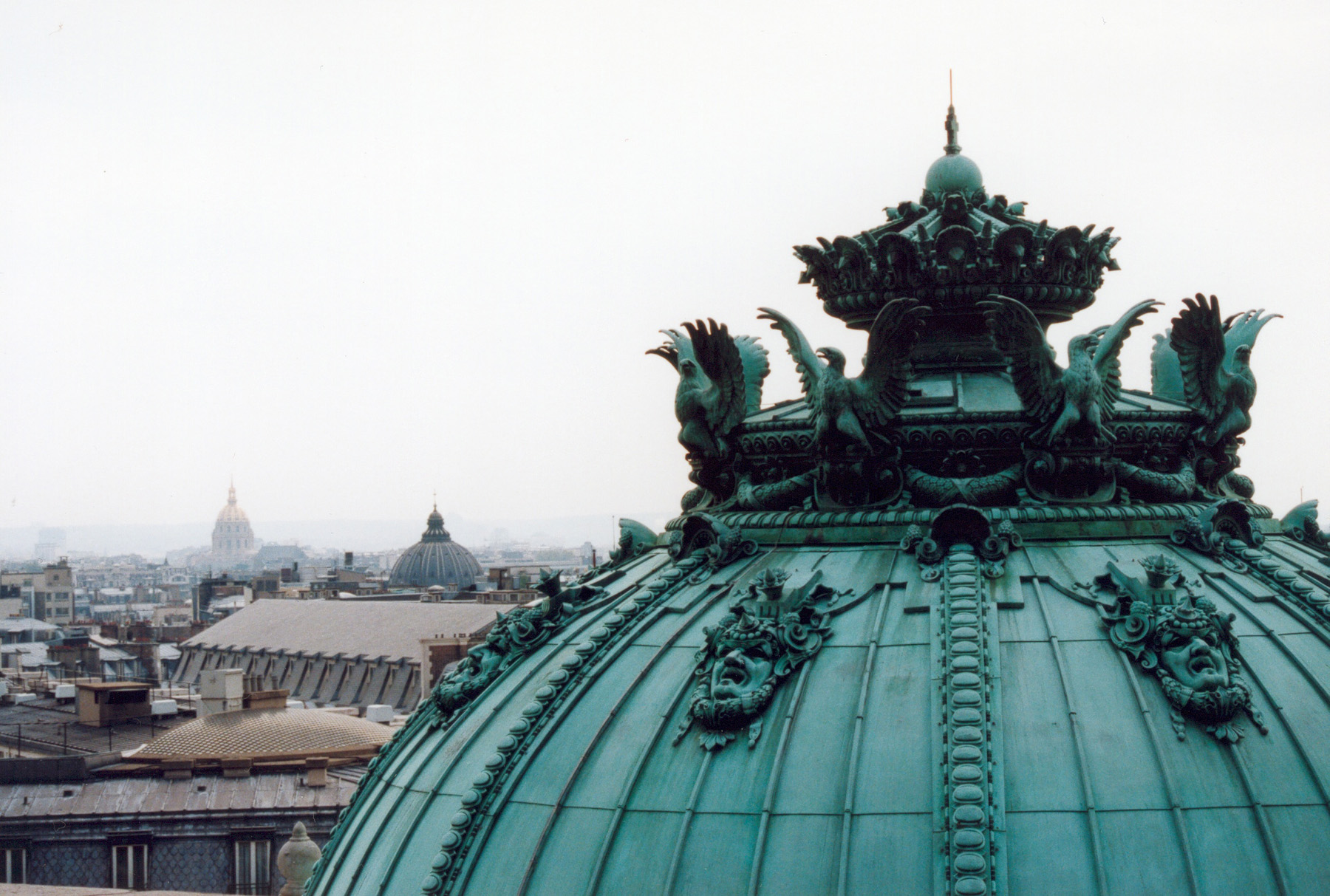
Taket på L'Opéra Garnier i Paris med ärg av koppar.
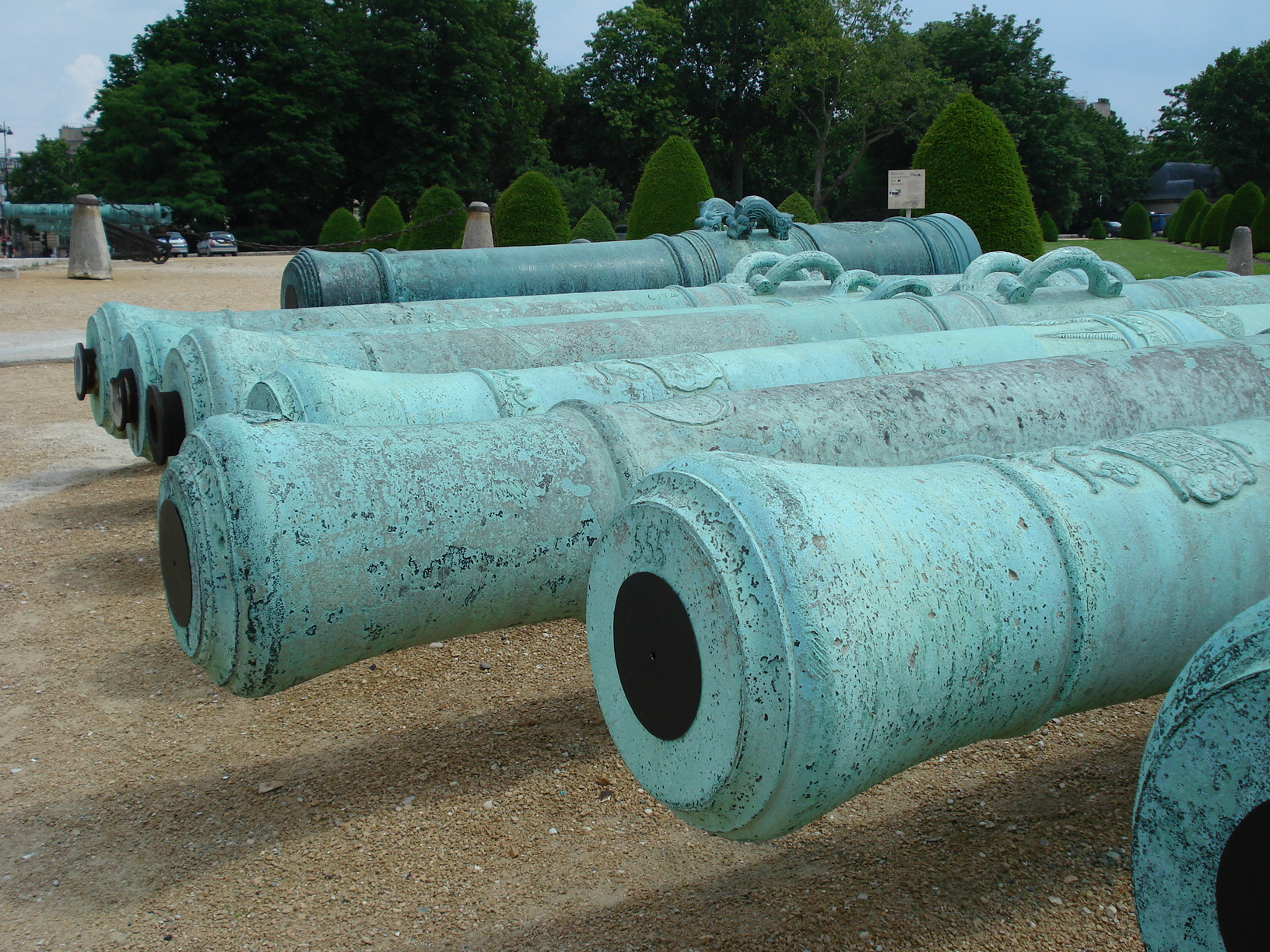
Kanoner utanför Hôtel des Invalides i Paris med ärg av brons.
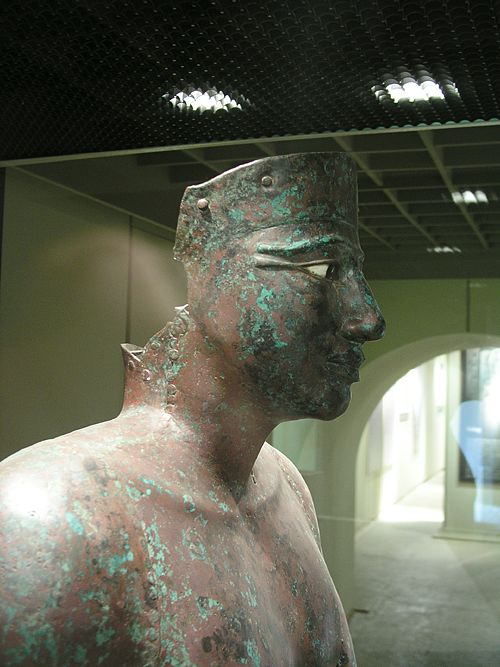
En kopparstaty av farao Pepi I med bortnött ärg visar de olika lagren av röd och svart kopparoxid under den gröna ytan.
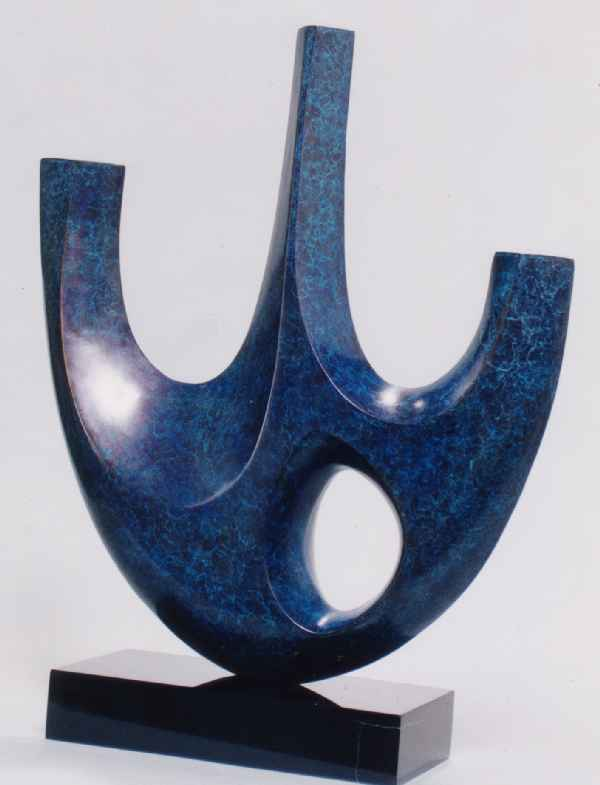
Skulpturen Balance av David Ascalon visar effektfullt applicerad konstgjord ärg på brons.